# Boyce Budd
Harold Boyce Budd Jr. (født 4. januar 1939 i Summit, New Jersey, USA) er en amerikansk tidligere roer og olympisk guldvinder.
Budd vandt, som del af den amerikanske otter, en guldmedalje ved OL 1964 i Tokyo. Brødrene Joseph og Thomas Amlong, Emory Clark, Stanley Cwiklinski, Hugh Foley, Bill Knecht, William Stowe og styrmand Róbert Zimonyi udgjorde resten af bådens besætning. Amerikanerne vandt finalen overlegent foran Tyskland, der fik sølv, mens Tjekkoslovakiet tog bronzemedaljerne. Det var det eneste OL, Budd deltog i.

## OL-medaljer
- 1964:  Guld i otter